# Iris (jméno)
Iris je ženské křestní jméno řeckého původu. Vykládá se jako „duha“.
Podle maďarského kalendáře má svátek 25. března.

## Iris v jiných jazycích
- Německy, anglicky, španělsky: Iris
- Maďarsky: Irisz

## Známé nositelky jména
- Iris – v řecké mytologii bohyně duhy, která naplňuje mraky vodou
- Iris Murdochová – britská prozaička a filozofka irského původu